# Marie Esther Bangura
Marie Esther Bangura (sinh ngày 1 tháng 1 năm 1997) là chủ nhân cuộc thi sắc đẹp Sierra Leone, người đã giành danh hiệu Hoa hậu Hoàn vũ Sierra Leone 2018. Cô đã không thể tham gia cuộc thi Hoa hậu Hoàn vũ 2018 vì không đăng ký đúng thời hạn đến Thái Lan, quốc gia đăng cai. Tuy nhiên, Marie sẽ đại diện cho Sierra Leone tại Hoa hậu Hoàn vũ 2019.

## Cuộc thi sắc đẹp

### Hoa hậu Hoàn vũ Sierra Leone 2018
Marie đã đăng quang Hoa hậu Hoàn vũ Sierra Leone 2018 trong buổi gala cuối cùng của cuộc thi được tổ chức vào ngày 17 tháng 11 năm 2018. Trong suốt cuộc thi, cô cũng giành được danh hiệu Hoa hậu Thanh lịch.

### Hoa hậu Hoàn vũ 2018
Là đại diện quốc gia, Marie sẽ tham gia cuộc thi Hoa hậu Hoàn vũ 2018. Nhưng cô không thể đến Thái Lan, quốc gia sở tại, do tình trạng bị tàn phá bởi chiến tranh. Cô phải đi từ Sierra Leone, qua Ghana, tới Nigeria, nơi cô phải xin visa vào Đại sứ quán Hoàng gia Thái Lan. Sau đó, cô phải đáp chuyến bay từ Ethiopia đến Bangkok, và cuối cùng cô đã đến đó trong vòng sáu ngày sau khi hoàn tất thủ tục đăng ký. Tuy nhiên, cô đã tham dự sự kiện với tư cách là thành viên của khán giả.

### Hoa hậu Hoàn vũ 2019
Giám đốc quốc gia Hoa hậu Hoàn vũ Sierra Leone 2018 đã đề cập tại sự kiện Hoa hậu Hoàn vũ 2018 rằng Marie sẽ đại diện cho Sierra Leone tại cuộc thi Hoa hậu Hoàn vũ 2019 được tổ chức vào cuối năm 2019. Cô không có mặt trong Top 20 người đẹp nhất.